# Nobuyoki Sato
Nobuyuki Sato, född den 8 augusti 1972, är en japansk friidrottare som tävlar i maraton.
Satos främsta merit är hans bronsmedalj vid VM i Sevilla 1999 då han sprang på 2:14.07. Han deltog vid Olympiska sommarspelen 2000 men slutade då på plats 41. 

## Personliga rekord
- Maraton - 2:08.48